# ميتشيهارو أوتاكيري
ميتشيهارو أوتاكيري (باليابانية: 小田切 道治) (2 سبتمبر 1978 في توياما في اليابان – )؛ هو لاعب كرة قدم ياباني سابق كان يلعب كمدافع.

## وصلات خارجية
- ميتشيهارو أوتاكيري على موقع رابطة كرة القدم اليابانية للمحترفين (اليابانية)
- ميتشيهارو أوتاكيري على موقع قاعدة بيانات كرة القدم.إي يو (الإنجليزية)
- ميتشيهارو أوتاكيري على موقع Soccerway.com (الإنجليزية)
- ميتشيهارو أوتاكيري على موقع عالم كرة القدم.نت (الإنجليزية)